# Cadrezzate con Osmate

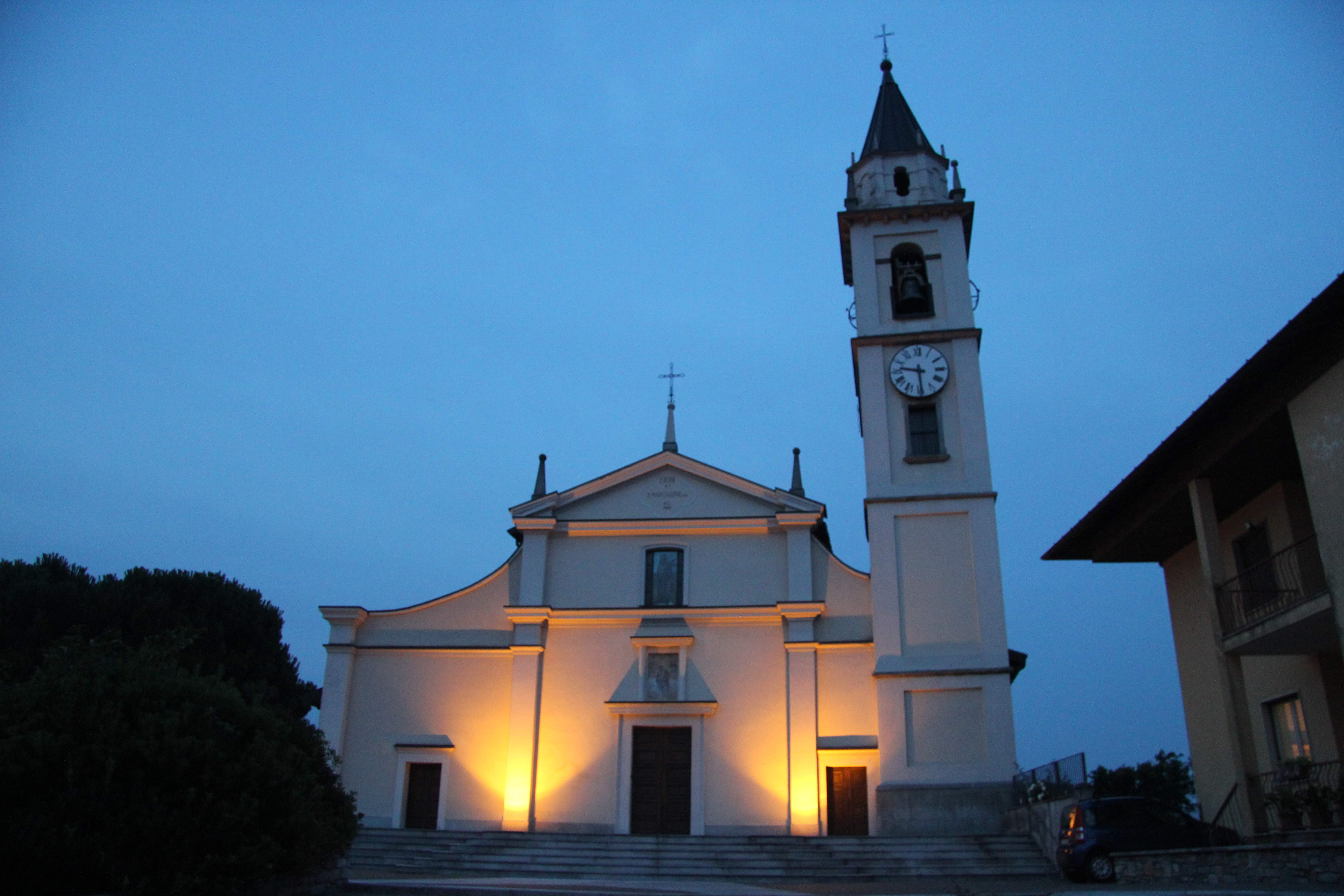
Pfarrkirche Santa Margherita in Cadrezzate

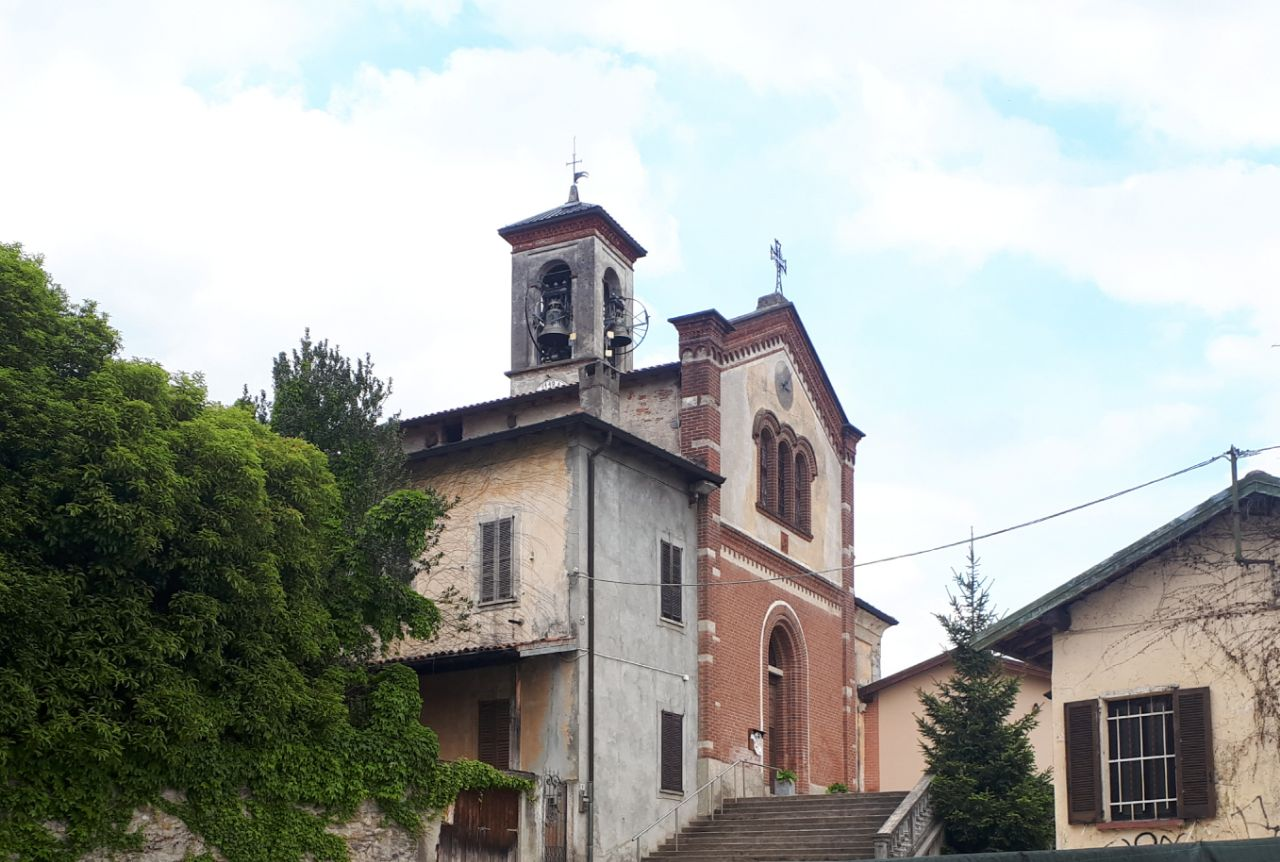
Kirche Santi Cosma e Damiano in Osmate

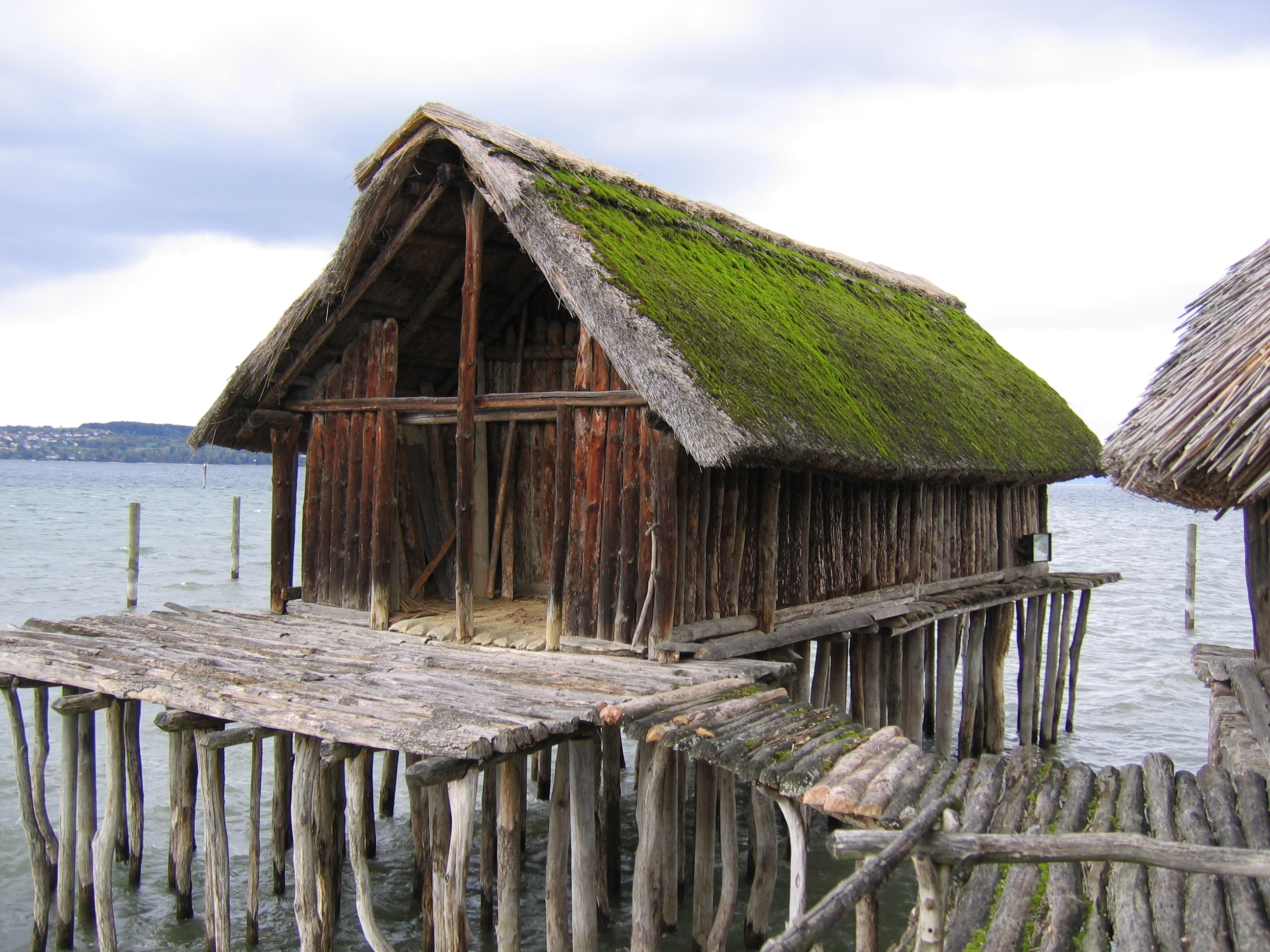
Pfahlbauten bei Cadrezzate

Cadrezzate con Osmate ist eine norditalienische Gemeinde in der Provinz Varese in der Lombardei.

## Geographie
Die Gemeinde liegt etwa 16 Kilometer westsüdwestlich von Varese am Lago di Monate und bedeckt eine Fläche von 5 km². Die Nachbargemeinden sind Angera, Ispra, Osmate, Sesto Calende und Travedona-Monate.

## Geschichte
In der Antike verehrten die Einwohner von Osmate die heidnische Gottheit Oscio Mater, von der das Dorf auch seinen Namen hat. Mit der Bekehrung zum Christentum wurde auf den Ruinen des alten Tempels das erste Kultgebäude errichtet, in dem der Kaplan von Cadrezzate die Messe feierte.
Die heutige Gemeinde entstand durch den Zusammenschluss der bereits bestehenden Gemeinden von Cadrezzate (der Sitz der Gemeinde blieb) und Osmate, ratifiziert durch das Regionalgesetz Nr. 3 vom 11. Februar 2019 ist offiziell geboren und nimmt das Ergebnis eines Referendums zur Kenntnis, das am 28. Oktober 2018 in den beiden Gemeinden abgehalten wurde.

## Bevölkerung
| Bevölkerungsentwicklung | Bevölkerungsentwicklung | Bevölkerungsentwicklung | Bevölkerungsentwicklung | Bevölkerungsentwicklung | Bevölkerungsentwicklung | Bevölkerungsentwicklung | Bevölkerungsentwicklung | Bevölkerungsentwicklung | Bevölkerungsentwicklung | Bevölkerungsentwicklung | Bevölkerungsentwicklung | Bevölkerungsentwicklung |
| ----------------------- | ----------------------- | ----------------------- | ----------------------- | ----------------------- | ----------------------- | ----------------------- | ----------------------- | ----------------------- | ----------------------- | ----------------------- | ----------------------- | ----------------------- |
| Jahr                    | 1751                    | 1805                    | 1853                    | 1871                    | 1901                    | 1921                    | 1951                    | 1971                    | 1991                    | 2001                    | 2011                    | 2021                    |
| Einwohner               | 305                     | 448                     | 627                     | 819                     | 998                     | 956                     | 883                     | 1374                    | 1511                    | 1577                    | 1818                    | 2629                    |

## Sehenswürdigkeiten
- Pfarrkirche Santa Margherita in der Fraktion Cadrezzate (13. Jahrhundert)
- Betkapelle Sant’Antonio Abate
- Pfarrkirche Santi Cosma e Damiano in der Fraktion Osmate, schon erwähnt im 13. Jahrhundert
- Villa Besozzi-Baroni (19. Jahrhundert)

Das Gemeindegebiet überblickt den Lago di Monate im Norden und liegt unweit des lombardischen Ufers des Lago Maggiore sowie des Lago di Comabbio und des Lago di Varese; dies macht Cadrezzate mit Osmate zu einem attraktiven Standort für den Badetourismus.
In der Gemeinde befindet sich auch der Sabbione, einer von 111 prähistorische Pfahlbauten in den Alpen, die zwischen der Schweiz, Österreich, Frankreich, Deutschland, Italien und Slowenien verstreut liegen und seit 2011 in die UNESCO-Welterbeliste aufgenommen wurden.